# Marc Silvestri
Marc Silvestri (Palm Beach, Florida, 1958. március 29. –) amerikai képregényrajzoló és író, az Image Comics társkiadójának a Top Cow Productions megalapítója.
Marc Silvestri pályafutása a képregényszakmában a Marvel Comics-nál kezdődött, ahol az Uncanny X-Men című sorozat rajzolója volt 1987 és 1990 között, majd két évig a Rozsomák kalandjait közlő Wolverine-en dolgozott.
1992-ben hat másik alkotótársával megalapította az Image Comics nevű kiadót. Silvestri alkotásai a Top Cow cégjelzés alatt jelentek meg, melyek közül a Cyberforce volt az első.
1. ↑  https://www.comic-con.org/awards/inkpot. (Hozzáférés: 2021. szeptember 15.)